# 澎湖群島
澎湖群島，亦稱澎湖列島，是位於臺灣海峽上的一組群島，東距臺灣本島約45公里，由90個大小島嶼組成，總面積約為128平方公里，現全境均屬中華民國臺灣省澎湖縣管轄，為中華民國實際管轄區域第一大離島群。澎湖群島多漁港，夜間萬點漁火流動，忽明忽滅，與水中映射之星斗互相煇映，1953年臺灣省政府將「澎湖漁火」選定作為臺灣八景之一。觀光遊憩是現今澎湖群島的重要產業之一，中華民國交通部觀光局也在1995年於澎湖群島設立國家級風景特定區「澎湖國家風景區」。

## 島嶼總覽
本列表列出澎湖群島所有島嶼。
| 面積順位 | 設籍人口順位 | 名稱       | 所屬鄉市        | 所屬村里        | 所處澎湖海域    | 面積（km²）   | 設籍人口 (2022年7月)           | 人口密度（/km²） | 經度                                         | 緯度                                         | 最高高度（m）     | 海岸線長度（km） | 是/否為1916年清查之64島嶼 | 是/否為2005年清查之90島嶼 | 備註                                                                             |
| -------- | ------------ | ---------- | --------------- | --------------- | --------------- | ------------- | ------------------------------ | ---------------- | -------------------------------------------- | -------------------------------------------- | ----------------- | ---------------- | ------------------------- | ------------------------- | -------------------------------------------------------------------------------- |
| 1        | 1            | 澎湖本島   | 馬公市+ 湖西鄉  | 31里 22村       | 本島            | 00,065.4132   | ,77,282                        | 1181.50          | 119.625898                                   | 23.571559                                    | 56                | 00,0159.694      | 是                        | 是                        | 澎湖面積最大和人口最多的島嶼                                                     |
| 2        | 2            | 漁翁島     | 西嶼鄉          | 10村            | 本島            | 00,017.838    | ,8,006                         | 448.77           | 119.515098                                   | 23.600640                                    | 58                | 00,056.543       | 是                        | 是                        |                                                                                  |
| 3        | 3            | 白沙島     | 白沙鄉          | 10村            | 本島            | 00,013.8763   | ,5,812                         | 418.80           | 119.594122                                   | 23.655850                                    | 42                | 00,046.525       | 是                        | 是                        |                                                                                  |
| 4        | 4            | 七美嶼     | 七美鄉          | 6村             | 南海            | 00,007.5895   | ,3,875                         | 510.54           | 119.428479                                   | 23.207507                                    | 64                | 00,019.247       | 是                        | 是                        | 澎湖最南端                                                                       |
| 5        | 5            | 望安島     | 望安鄉          | 4村             | 南海 (望安群島) | 00,006.7413   | ,2,226                         | 330.27           | 119.502599                                   | 23.374437                                    | 54                | 00,021.693       | 是                        | 是                        |                                                                                  |
| 6        | 7            | 吉貝嶼     | 白沙鄉          | 吉貝村          | 北海            | 00,003.0573   | ,1,591                         | 520.26           | 119.613331                                   | 23.745954                                    | 18                | 00,013.434       | 是                        | 是                        |                                                                                  |
| 7        | 9            | 虎井嶼     | 馬公市          | 虎井            | 南海            | 00,001.9972   | ,912                           | 456.00           | 119.526791                                   | 23.490476                                    | 61                | 00,010.724       | 是                        | 是                        |                                                                                  |
| 8        | 14           | 東吉嶼     | 望安鄉          | 東吉村          | 南海 (南方四島) | 00,001.7712   | ,326                           | 184.18           | 119.672609                                   | 23.257549                                    | 47                | 00,08.395        | 是                        | 是                        | 澎湖設籍人口密度最低的有人島                                                     |
| 9        | 6            | 將軍澳嶼   | 望安鄉          | 將軍村          | 南海 (望安群島) | 00,001.5617   | ,1,617                         | 1036.54          | 119.532134                                   | 23.369602                                    | 30                | 00,010.194       | 是                        | 是                        |                                                                                  |
| 10       | 11           | 中屯島     | 白沙鄉          | 中屯村          | 本島            | 00,001.4077   | ,640                           | 453.90           | 119.606702                                   | 23.616079                                    | 18                | 00,08.632        | 是                        | 是                        |                                                                                  |
| 11       | 13           | 花嶼       | 望安鄉          | 花嶼村          | 南海 (西南海)   | 00,001.2737   | ,354                           | 278.74           | 119.322150                                   | 23.403031                                    | 53                | 00,05.174        | 是                        | 是                        | 台灣、澎湖最西端                                                                 |
| 12       | 不適用       | 西吉島     | 望安鄉          | 東吉村          | 南海 (南方四島) | 00,000.8978   | 無人島 (1978年7月遷村)         | 不適用           | 119.615147                                   | 23.249943                                    | 23                | 00,05.22         | 是                        | 是                        | 澎湖面積最大的無人島                                                             |
| 13       | 10           | 東嶼坪嶼   | 望安鄉          | 東坪村          | 南海 (南方四島) | 00,000.4792   | ,684                           | 1425.00          | 119.517020                                   | 23.260466                                    | 61                | 00,05.747        | 是                        | 是                        |                                                                                  |
| 14       | 15           | 小門嶼     | 西嶼鄉          | 小門村          | 本島            | 00,000.4737   | ,315                           | 670.21           | 119.520436                                   | 23.653282                                    | 23                | 00,04.348        | 是                        | 是                        |                                                                                  |
| 15       | 18           | 西嶼坪嶼   | 望安鄉          | 西坪村          | 南海 (南方四島) | 00,000.3477   | ,258                           | 737.14           | 119.506761                                   | 23.270559                                    | 42                | 00,02.767        | 是                        | 是                        | 澎湖人口最少的有人島                                                             |
| 16       | 8            | 鳥嶼       | 白沙鄉          | 鳥嶼村          | 東海            | 00,000.3472   | ,1,328                         | 3794.29          | 119.658865                                   | 23.661612                                    | 27                | 00,05.801        | 是                        | 是                        | 台灣、澎湖設籍人口密度最高的島嶼                                                 |
| 17       | 12           | 桶盤嶼     | 馬公市          | 桶盤            | 南海            | 00,000.2984   | ,391                           | 1303.33          | 119.518862                                   | 23.510820                                    | 29                | 00,03.422        | 是                        | 是                        |                                                                                  |
| 18       | 16           | 員貝嶼     | 白沙鄉          | 員貝村          | 東海            | 00,000.251    | ,313                           | 1252.00          | 119.634229                                   | 23.649819                                    | 40                | 00,03.799        | 是                        | 是                        |                                                                                  |
| 19       | 不適用       | 姑婆嶼     | 白沙鄉          | 赤崁村          | 北海            | 00,000.2226   | 無人島                         | 不適用           | 119.556783                                   | 23.716215                                    | 13                | 00,04.098        | 是                        | 是                        | 澎湖北海面積最大的無人島                                                         |
| 20       | 17           | 大倉嶼     | 白沙鄉          | 大倉村          | 內海            | 00,000.1905   | ,289                           | 1521.05          | 119.569130                                   | 23.619273                                    | 20                | 00,03.132        | 是                        | 是                        | 澎湖面積最小的有人島                                                             |
| 21       | 不適用       | 白沙嶼     | 白沙鄉          | 鳥嶼村          | 東海            | 00,000.1885   | 無人島                         | 不適用           | 119.6672641                                  | 23.6778353                                   | 24                | 00,03.114        | 是                        | 是                        | 澎湖東海面積最大的無人島                                                         |
| 22       | 不適用       | 草嶼2      | 望安鄉          | 花嶼村          | 南海 (西南海)   | 00,000.1821   | 無人島                         | 不適用           | 119.336001                                   | 23.320130                                    | 18                | 00,03.93         | 是                        | 是                        |                                                                                  |
| 23       | 不適用       | 金瓜仔礁   | 望安鄉          | 將軍村          | 南海 (望安群島) | 00,000.149    | 無人島                         | 不適用           | 119.525379                                   | 23.373835                                    | 13                | 00,00.877        | 是                        | 是                        |                                                                                  |
| 24       | 不適用       | 鋤頭嶼     | 望安鄉          | 東吉村          | 南海 (南方四島) | 00,000.1471   | 無人島                         | 不適用           | 119.659553                                   | 23.262800                                    | 34                | 00,01.9          | 是                        | 是                        |                                                                                  |
| 25       | 不適用       | 牛母件嶼   | 馬公市          | 安宅            | 內海            | 00,000.1131   | 無人島                         | 不適用           | 119.597215                                   | 23.586796                                    | 12                | 00,00.553        | 是                        | 是                        | 為私人島嶼                                                                       |
| 26       | 不適用       | 毛司嶼     | 白沙鄉          | 鳥嶼村          | 東海            | 00,000.1115   | 無人島                         | 不適用           | 119.671539                                   | 23.686218                                    | 不適用            | 00,01.802        | 是                        | 是                        |                                                                                  |
| 27       | 不適用       | 狗沙仔     | 望安鄉          | 將軍村          | 南海 (望安群島) | 00,000.1112   | 無人島                         | 不適用           | 119.528986                                   | 23.376856                                    | 12                | 00,00.738        | 是                        | 是                        |                                                                                  |
| 28       | 不適用       | 大貓嶼     | 望安鄉          | 花嶼村          | 南海 (西南海)   | 00,000.0903   | 無人島                         | 不適用           | 119.320200                                   | 23.324762                                    | 70                | 00,01.476        | 是                        | 是                        | 澎湖最高點                                                                       |
| 29       | 不適用       | 馬鞍山嶼   | 望安鄉          | 水垵村          | 南海 (望安群島) | 00,000.0598   | 無人島                         | 不適用           | 119.513728                                   | 23.381662                                    | 22                | 00,01.483        | 是                        | 是                        |                                                                                  |
| 30       | 不適用       | 錠鈎嶼     | 湖西鄉          | 北寮村          | 東海            | 00,000.0593   | 無人島                         | 不適用           | 119.699995                                   | 23.617923                                    | 4                 | 00,01.713        | 是                        | 是                        | 實際由4座島礁組成                                                                |
| 31       | 不適用       | 毛常嶼     | 白沙鄉          | 鳥嶼村          | 東海            | 00,000.058    | 無人島                         | 不適用           | 119.671347                                   | 23.675250                                    | 31                | 00,01.054        | 是                        | 是                        |                                                                                  |
| 32       | 不適用       | 香爐嶼     | 湖西鄉          | 尖山村          | 東海 (本島南側) | 00,000.0485   | 無人島                         | 不適用           | 119.659483                                   | 23.541951                                    | 2                 | 00,01.845        | 是                        | 是                        |                                                                                  |
| 33       | 不適用       | 雞善嶼     | 湖西鄉          | 北寮村          | 東海            | 00,000.0454   | 無人島                         | 不適用           | 119.685365                                   | 23.626785                                    | 不適用            | 00,01.241        | 是                        | 是                        | 實際由2座島礁組成                                                                |
| 34       | 19           | 險礁嶼     | 白沙鄉          | 赤崁村          | 北海            | 00,000.0447   | 1 (民宿業者，無常住人口)       | 不適用           | 119.608826                                   | 23.711433                                    | 6                 | 00,00.922        | 是                        | 是                        | 有一戶民宿業者設籍於此，故有非常住人口                                           |
| 35       | 不適用       | 查母嶼     | 湖西鄉          | 龍門村          | 東海            | 00,000.0383   | 無人島                         | 不適用           | 119.725175                                   | 23.535270                                    | 7                 | 00,01.092        | 是                        | 是                        | 實際由2座島礁組成，澎湖最東端                                                    |
| 36       | 不適用       | 屈爪嶼     | 白沙鄉          | 鳥嶼村          | 東海            | 00,000.0343   | 無人島                         | 不適用           | 119.652349                                   | 23.692336                                    | 9                 | 00,01.465        | 是                        | 是                        |                                                                                  |
| 37       | 不適用       | 溪塭       | 湖西鄉          | 北寮村          | 東海            | 00,000.0328   | 無人島                         | 不適用           | 119.678530                                   | 23.598536                                    | 不適用            | 00,00.908        | 否                        | 是                        |                                                                                  |
| 38       | 不適用       | 後袋仔     | 望安鄉          | 將軍村          | 南海 (望安群島) | 00,000.0279   | 無人島                         | 不適用           | 119.536851                                   | 23.361175                                    | 9                 | 00,00.668        | 是                        | 是                        |                                                                                  |
| 39       | 不適用       | 龍頭礁     | 白沙鄉          | 赤崁村          | 東海            | 00,000.0257   | 無人島                         | 不適用           | 119.618542                                   | 23.673547                                    | 6                 | 00,00.697        | 否                        | 是                        |                                                                                  |
| 40       | 不適用       | 北礁       | 白沙鄉          | 鳥嶼村          | 東海            | 00,000.0248   | 無人島                         | 不適用           | 119.671858                                   | 23.688820                                    | 不適用            | 00,00.598        | 是                        | 是                        |                                                                                  |
| 41       | 19           | 目斗嶼     | 白沙鄉          | 吉貝村          | 北海            | 00,000.0244   | 1 (燈塔主任管理員，無常住人口) | 不適用           | 119.600514                                   | 23.786603                                    | 不適用            | 00,00.843        | 是                        | 是                        | 有燈塔輪班值夜的管理人員居住，故有非常住人口；若視大磽嶼為岩礁，則其為澎湖最北端 |
| 42       | 不適用       | 雞籠嶼     | 馬公市          | 風櫃            | 南海            | 00,000.0243   | 無人島                         | 不適用           | 119.532378                                   | 23.540700                                    | 27                | 00,00.616        | 是                        | 是                        |                                                                                  |
| 43       | 不適用       | 四角嶼     | 馬公市          | 風櫃            | 南海 (接近內海) | 00,000.0218   | 無人島                         | 不適用           | 119.542658                                   | 23.554012                                    | 12                | 00,00.543        | 是                        | 是                        |                                                                                  |
| 44       | 不適用       | 澎澎灘     | 白沙鄉          | 員貝村或 鳥嶼村 | 東海            | 00,000.0217   | 無人島                         | 不適用           | 119.640407                                   | 23.659115                                    | 不適用            | 00,01.038        | 否                        | 是                        |                                                                                  |
| 45       | 不適用       | 鐵砧       | 望安鄉          | 西坪村          | 南海 (南方四島) | 00,000.0205   | 無人島                         | 不適用           | 119.502709                                   | 23.276208                                    | 17                | 00,01.162        | 否                        | 是                        |                                                                                  |
| 46       | 不適用       | 鐵砧嶼     | 白沙鄉          | 赤崁村          | 北海            | 00,000.0198   | 無人島                         | 不適用           | 119.566573                                   | 23.711500                                    | 不適用            | 00,00.687        | 是                        | 是                        |                                                                                  |
| 47       | 不適用       | 白賊嶼     | 白沙鄉          | 赤崁村          | 東海            | 00,000.0191   | 無人島                         | 不適用           | 119.612813                                   | 23.670814                                    | 3                 | 00,00.807        | 否                        | 是                        |                                                                                  |
| 48       | 不適用       | 豬母礁     | 望安鄉          | 東坪村          | 南海 (南方四島) | 00,000.0183   | 無人島                         | 不適用           | 119.547626                                   | 23.236736                                    | 不適用            | 00,00.761        | 否                        | 是                        |                                                                                  |
| 49       | 不適用       | 大塭       | 望安鄉          | 將軍村          | 南海 (望安群島) | 00,000.0175   | 無人島                         | 不適用           | 119.539099                                   | 23.349965                                    | 不適用            | 00,00.776        | 否                        | 是                        |                                                                                  |
| 50       | 不適用       | 金嶼       | 白沙鄉          | 赤崁村          | 北海            | 00,000.0173   | 無人島                         | 不適用           | 119.594772                                   | 23.693406                                    | 14                | 00,00.691        | 是                        | 是                        |                                                                                  |
| 51       | 不適用       | 籠塭       | 望安鄉          | 西安村          | 南海 (望安群島) | 00,000.0163   | 無人島                         | 不適用           | 119.480288                                   | 23.357441                                    | 7                 | 00,00.822        | 否                        | 是                        |                                                                                  |
| 52       | 不適用       | 流迴礁     | 白沙鄉          | 通梁村          | 內海 (接近北海) | 00,000.0152   | 無人島                         | 不適用           | 119.544353                                   | 23.649595                                    | 不適用            | 00,00.773        | 否                        | 是                        |                                                                                  |
| 53       | 不適用       | 順風礁     | 白沙鄉          | 通梁村或 後寮村 | 北海            | 00,000.0142   | 無人島                         | 不適用           | 119.554579                                   | 23.675852                                    | 1                 | 00,00.6          | 否                        | 是                        |                                                                                  |
| 54       | 不適用       | 查埔嶼     | 湖西鄉          | 龍門村          | 東海            | 00,000.0131   | 無人島                         | 不適用           | 119.724029                                   | 23.558067                                    | 19                | 00,00.479        | 是                        | 是                        |                                                                                  |
| 55       | 不適用       | 北塭       | 望安鄉          | 西安村          | 南海 (望安群島) | 00,000.0121   | 無人島                         | 不適用           | 119.462241                                   | 23.354967                                    | 10                | 00,00.75         | 否                        | 是                        |                                                                                  |
| 56       | 不適用       | 小貓嶼     | 望安鄉          | 花嶼村          | 南海 (西南海)   | 00,000.0117   | 無人島                         | 不適用           | 119.324505                                   | 23.324033                                    | 不適用            | 00,00.529        | 是                        | 是                        |                                                                                  |
| 57       | 不適用       | 中央嶼     | 馬公市          | 西衛            | 內海            | 00,000.0116   | 無人島                         | 不適用           | 119.588435                                   | 23.595599                                    | 11                | 00,00.593        | 是                        | 是                        |                                                                                  |
| 58       | 不適用       | 南面掛嶼   | 白沙鄉          | 鳥嶼村          | 東海            | 00,000.01     | 無人島                         | 不適用           | 119.664839                                   | 23.668056                                    | 不適用            | 00,00.565        | 是                        | 是                        |                                                                                  |
| 59       | 不適用       | 南塭       | 望安鄉          | 西安村          | 南海 (望安群島) | 00,000.0099   | 無人島                         | 不適用           | 119.465740                                   | 23.348152                                    | 5                 | 00,00.48         | 否                        | 是                        |                                                                                  |
| 60       | 不適用       | 赤嶼       | 湖西鄉          | 北寮村          | 東海            | 00,000.0083   | 無人島                         | 不適用           | 119.675329                                   | 23.599015                                    | 不適用            | 00,00.478        | 否                        | 是                        |                                                                                  |
| 61       | 不適用       | 草嶼1      | 白沙鄉          | 瓦硐村          | 內海            | 00,000.0075   | 無人島                         | 不適用           | 119.581515                                   | 23.648706                                    | 不適用            | 00,00.377        | 是                        | 是                        |                                                                                  |
| 62       | 不適用       | 頭巾       | 望安鄉          | 西坪村          | 南海 (南方四島) | 00,000.0074   | 無人島                         | 不適用           | 119.501524                                   | 23.289722                                    | 49                | 00,00.487        | 是                        | 是                        |                                                                                  |
| 63       | 不適用       | 雁情嶼     | 白沙鄉或 湖西鄉 | 中屯村或 中西村 | 東海 (接近內海) | 00,000.0069   | 無人島                         | 不適用           | 119.614429                                   | 23.607391                                    | 14                | 00,00.331        | 是                        | 是                        | 該劃入白沙鄉或湖西鄉尚有爭議                                                     |
| 64       | 不適用       | 大礁       | 白沙鄉          | 通梁村          | 內海 (接近北海) | 00,000.0068   | 無人島                         | 不適用           | 119.548731                                   | 23.653918                                    | 不適用            | 00,00.35         | 是                        | 是                        |                                                                                  |
| 65       | 不適用       | 小龍       | 白沙鄉          | 員貝村          | 東海            | 00,000.0064   | 無人島                         | 不適用           | 119.630096                                   | 23.640965                                    | 不適用            | 00,00.523        | 是                        | 是                        |                                                                                  |
| 66       | 不適用       | 白沙塭     | 望安鄉          | 西安村          | 南海 (望安群島) | 00,000.0063   | 無人島                         | 不適用           | 119.468650                                   | 23.352629                                    | 5                 | 00,00.319        | 否                        | 是                        |                                                                                  |
| 67       | 不適用       | 大白沙嶼   | 白沙鄉          | 通梁村或 後寮村 | 北海            | 00,000.006    | 無人島                         | 不適用           | 119.564394                                   | 23.694631                                    | 14                | 00,00.37         | 是                        | 是                        |                                                                                  |
| 68       | 不適用       | 天台山塭   | 望安鄉          | 中社村          | 南海 (望安群島) | 00,000.0054   | 無人島                         | 不適用           | 119.487596                                   | 23.378471                                    | 不適用            | 00,00.283        | 否                        | 是                        |                                                                                  |
| 69       | 不適用       | 鼓架嶼     | 湖西鄉          | 尖山村          | 東海 (本島南側) | 00,000.0053   | 無人島                         | 不適用           | 119.659921                                   | 23.555486                                    | 6                 | 00,00.429        | 否                        | 是                        |                                                                                  |
| 70       | 不適用       | 小嶼       | 白沙鄉          | 中屯村          | 內海            | 00,000.0045   | 無人島                         | 不適用           | 119.598575                                   | 23.607943                                    | 8                 | 00,00.284        | 是                        | 是                        |                                                                                  |
| 71       | 不適用       | 過嶼       | 白沙鄉          | 吉貝村          | 北海            | 00,000.0044   | 無人島                         | 不適用           | 119.602309                                   | 23.768733                                    | 不適用            | 00,00.452        | 是                        | 是                        |                                                                                  |
| 72       | 不適用       | 鐘仔       | 望安鄉          | 東坪村          | 南海 (南方四島) | 00,000.004    | 無人島                         | 不適用           | 119.520635                                   | 23.234307                                    | 46                | 00,00.233        | 是                        | 是                        |                                                                                  |
| 73       | 不適用       | 番黍仔尾嶼 | 湖西鄉          | 北寮村          | 東海            | 00,000.0039   | 無人島                         | 不適用           | 119.674533                                   | 23.603616                                    | 不適用            | 00,00.262        | 否                        | 是                        |                                                                                  |
| 74       | 不適用       | 小屈爪     | 白沙鄉          | 鳥嶼村          | 東海            | 00,000.0037   | 無人島                         | 不適用           | 119.651614                                   | 23.689501                                    | 3                 | 00,00.294        | 否                        | 是                        |                                                                                  |
| 75       | 不適用       | 大磽嶼     | 白沙鄉          | 吉貝村          | 北海            | 00,000.0035   | 無人島                         | 不適用           | 119.597425                                   | 23.796937                                    | 不適用            | 00,00.457        | 否                        | 是                        | 澎湖最北端                                                                       |
| 76       | 不適用       | 香爐       | 望安鄉          | 東坪村          | 南海 (南方四島) | 00,000.0033   | 無人島                         | 不適用           | 119.518921                                   | 23.253298                                    | 2                 | 00,00.217        | 否                        | 是                        |                                                                                  |
| 77       | 不適用       | 二塭       | 望安鄉          | 東坪村          | 南海 (南方四島) | 00,000.0028   | 無人島                         | 不適用           | 119.502526                                   | 23.258518                                    | 不適用            | 00,00.207        | 是                        | 是                        |                                                                                  |
| 78       | 不適用       | 土地公嶼   | 白沙鄉          | 通梁村或 後寮村 | 北海            | 00,000.0027   | 無人島                         | 不適用           | 119.557116                                   | 23.688979                                    | 6                 | 00,00.271        | 是                        | 是                        |                                                                                  |
| 79       | 不適用       | 船後礁     | 望安鄉          | 水垵村          | 南海 (望安群島) | 00,000.0027   | 無人島                         | 不適用           | 119.513159                                   | 23.395717                                    | 不適用            | 00,00.273        | 否                        | 是                        |                                                                                  |
| 80       | 不適用       | 船帆嶼礁   | 望安鄉          | 將軍村          | 南海 (望安群島) | 00,000.0026   | 無人島                         | 不適用           | 119.552478                                   | 23.364478                                    | 3                 | 00,00.248        | 否                        | 是                        |                                                                                  |
| 不適用   | 不適用       | 南塭仔     | 望安鄉          | 東坪村          | 南海 (南方四島) | 00,000.0025   | 無人島                         | 不適用           | 119.497098                                   | 23.233288                                    | 不適用            | 不適用           | 否                        | 否                        | 非澎湖縣政府公告島嶼，但符合島嶼標準                                             |
| 81       | 不適用       | 坪嶼       | 白沙鄉          | 講美村          | 東海            | 00,000.0024   | 無人島                         | 不適用           | 119.605008                                   | 23.638863                                    | 9                 | 00,00.218        | 是                        | 是                        |                                                                                  |
| 82       | 不適用       | 海墘嶼     | 西嶼鄉          | 赤馬村          | 內海            | 00,000.0023   | 無人島                         | 不適用           | 119.540354                                   | 23.580409                                    | 不適用            | 00,00.197        | 是                        | 是                        |                                                                                  |
| 83       | 不適用       | 小列嶼     | 白沙鄉          | 吉貝村          | 北海            | 00,000.0019   | 無人島                         | 不適用           | 119.585148                                   | 23.766939                                    | 5                 | 00,00.267        | 否                        | 是                        |                                                                                  |
| 84       | 不適用       | 酒甕礁     | 望安鄉          | 將軍村或 東安村 | 南海 (望安群島) | 00,000.0015   | 無人島                         | 不適用           | 119.519760                                   | 23.351804                                    | 不適用            | 00,00.17         | 否                        | 是                        |                                                                                  |
| 85       | 不適用       | 雞頭嶼     | 白沙鄉          | 講美村          | 東海            | 00,000.0012   | 無人島                         | 不適用           | 119.617489                                   | 23.630230                                    | 不適用            | 00,00.133        | 是                        | 是                        |                                                                                  |
| 86       | 不適用       | 柴垵塭     | 望安鄉          | 東吉村          | 南海 (南方四島) | 00,000.0011   | 無人島                         | 不適用           | 119.618310                                   | 23.255329                                    | 不適用            | 00,00.146        | 否                        | 是                        |                                                                                  |
| 87       | 不適用       | 二磽礁     | 白沙鄉          | 吉貝村          | 北海            | 00,000.0009   | 無人島                         | 不適用           | 119.599496                                   | 23.794689                                    | 不適用            | 00,00.17         | 否                        | 是                        |                                                                                  |
| 88       | 不適用       | 印仔       | 白沙鄉          | 鳥嶼村          | 東海            | 00,000.0006   | 無人島                         | 不適用           | 119.654584                                   | 23.688933                                    | 不適用            | 00,00.156        | 否                        | 是                        |                                                                                  |
| 89       | 不適用       | 半年礁     | 白沙鄉          | 赤崁村          | 北海            | 00,000.0006   | 無人島                         | 不適用           | 119.551463                                   | 23.710484                                    | 不適用            | 00,00.114        | 否                        | 是                        |                                                                                  |
| 90       | 不適用       | 凹門礁     | 望安鄉          | 將軍村或 東安村 | 南海 (望安群島) | 00,000.0004   | 無人島                         | 不適用           | 119.517681                                   | 23.356419                                    | 不適用            | 00,00.078        | 否                        | 是                        | 澎湖面積最小的島嶼                                                               |
| 不適用   | 不適用       | 測天島     | 馬公市          | 案山            | 本島            | 不適用        | 有人島，人口併入澎湖本島計算   | 不適用           | 119.566733                                   | 23.553918                                    | 不適用            | 不適用           | 是                        | 否                        | 因填海造陸，已併入澎湖本島                                                       |
| 不適用   | 不適用       | 尖嶼       | 白沙鄉          | 講美村          | 本島            | 不適用        | 無人島                         | 不適用           | 119.6015919                                  | 23.6358782                                   | 不適用            | 不適用           | 是                        | 否                        | 因修築防波堤，已併入白沙島                                                       |
| 不適用   | 不適用       | 船帆嶼     | 望安鄉          | 將軍村          | 南海 (望安群島) | 不適用        | 無人島                         | 不適用           | 119.5428663                                  | 23.365669                                    | 不適用            | 不適用           | 是                        | 否                        | 因民國94年將其定義為陸連島，已併入將軍澳嶼                                       |
| 不適用   | 不適用       | 寶天嶼     | 湖西鄉          | 紅羅村          | 本島            | 不適用        | 無人島                         | 不適用           | 119.6015919                                  | 23.6358782                                   | 不適用            | 不適用           | 否                        | 否                        | 因修築防波堤，已併入澎湖本島                                                     |
| 不適用   | 不適用       | 雞母塢塭   | 馬公市          | 五德            | 內海            | 不適用        | 無人島                         | 不適用           | 119.583340                                   | 23.536854                                    | 不適用            | 不適用           | 否                        | 否                        | 非澎湖縣政府公告島嶼，但符合島嶼標準                                             |
| 不適用   | 不適用       | 蹺仔礁     | 白沙鄉          | 吉貝村          | 北海            | 不適用        | 無人島                         | 不適用           | 119.611491                                   | 23.778929                                    | 不適用            | 不適用           | 否                        | 否                        | 非澎湖縣政府公告島嶼，但符合島嶼標準                                             |
| 不適用   | 不適用       | 巷空瀨     | 白沙鄉          | 吉貝村          | 北海            | 不適用        | 無人島                         | 不適用           | 119.607118                                   | 23.782488                                    | 不適用            | 不適用           | 否                        | 否                        | 非澎湖縣政府公告島嶼，但符合島嶼標準                                             |
| 不適用   | 不適用       | 外新礁     | 白沙鄉          | 鳥嶼村          | 東海            | 不適用        | 無人島                         | 不適用           | 119.658702                                   | 23.683194                                    | 不適用            | 不適用           | 否                        | 否                        | 非澎湖縣政府公告島嶼，但符合島嶼標準                                             |
| 不適用   | 不適用       | 大燈火礁   | 白沙鄉          | 赤崁村          | 東海            | 不適用        | 無人島                         | 不適用           | 119.626126                                   | 23.680515                                    | 不適用            | 不適用           | 否                        | 否                        | 非澎湖縣政府公告島嶼，但符合島嶼標準                                             |
| 不適用   | 不適用       | 小燈火礁   | 白沙鄉          | 赤崁村          | 東海            | 不適用        | 無人島                         | 不適用           | 119.629689                                   | 23.67869                                     | 不適用            | 不適用           | 否                        | 否                        | 非澎湖縣政府公告島嶼，但符合島嶼標準                                             |
| 不適用   | 不適用       | 空殼嶼     | 白沙鄉或 西嶼鄉 | 赤崁村或 小門村 | 北海            | 不適用        | 無人島                         | 不適用           | 119.508832                                   | 23.690080                                    | 不適用            | 不適用           | 否                        | 否                        | 非澎湖縣政府公告島嶼，但符合島嶼標準。該劃入白沙鄉或西嶼鄉尚有爭議               |
| 不適用   | 不適用       | 翁公石     | 白沙鄉          | 吉貝村          | 北海            | 不適用        | 無人島                         | 不適用           | 119.540947                                   | 23.787553                                    | 不適用            | 不適用           | 否                        | 否                        | 非澎湖縣政府公告島嶼，但符合島嶼標準                                             |
| 不適用   | 不適用       | 海翁礁     | 望安鄉          | 將軍村          | 南海 (望安群島) | 不適用        | 無人島                         | 不適用           | 119.527432                                   | 23.355222                                    | 不適用            | 不適用           | 否                        | 否                        | 非澎湖縣政府公告島嶼，但符合島嶼標準                                             |
| 不適用   | 不適用       | 花嶼南塭   | 望安鄉          | 花嶼村          | 南海 (西南海)   | 不適用        | 無人島                         | 不適用           | 119.341979                                   | 23.308439                                    | 不適用            | 不適用           | 否                        | 否                        | 非澎湖縣政府公告島嶼，但符合島嶼標準                                             |
|          |              | 澎湖群島   | 澎湖縣1市5鄉    | 33里63村        | 台灣海峽中央    | 00,00141.0520 | ,106,376                       | 831.30           | 119.31 (極西點花嶼) ～ 119.73 (極東點查母嶼) | 23.80 (極北點大磽嶼) ～ 23.18 (極南點七美嶼) | 70 (最高點大貓嶼) | 00,0448.974      | 不適用                    | 不適用                    |                                                                                  |

## 歷史

### 史前
澎湖古名「島夷」、「方壺」、「西瀛」、「亶州」、「平湖」。最早在四千五百年前即有人居，當時可能是前往澎湖一帶從事漁撈活動的短期居民。
唐朝中期時施肩吾作詩〈島夷行〉，南宋王象之的《輿地紀勝》及祝穆的《方輿勝覽》最早認為此詩詠澎湖，清朝杜臻《澎湖台灣紀略》註此詩「蓋亦嘗有至焉者」，連橫《臺灣通史》進一步說施肩吾曾率領族人移居澎湖。但近代學者對施肩吾是否到過澎湖並無定論。從考古遺址判斷，九到十世紀（唐末至宋初）以後，漢族人開始長期定居澎湖。

### 宋代
根據文獻記載，澎湖列島在此時期被稱為彭湖、平湖嶼。
中國文獻對澎湖最早的記載出現於南宋。樓鑰《攻媿集·卷八十八》泉州知府〈汪大猷行狀〉：乾道七年（1171年）四月，「起知泉州，到郡……郡實臨海，中有沙洲數萬畝，號平湖……」文中並描述汪大猷為保護在平湖的漢人不被毗舍邪國人（傳說是今菲律賓米沙鄢群島上的原住民）所劫掠，乃在平湖造屋二百間遣將駐守。南宋理宗寶慶元年（1225年）宗室趙汝适著《諸蕃志·卷上·毗舍耶》中說：「泉有海島曰彭湖，隸晉江縣，與其國密邇，煙火相望，時至寇掠」。平湖與澎湖在臺語中發音相近，臺灣學界便普遍同意平湖即澎湖。

### 元代
元世祖至元18年（西元1281年）11月澎湖正式設澎湖寨巡檢司，隸屬福建同安。
根據相關史書記載，駐於澎湖的澎湖寨巡檢官職，是元朝最基層的官員，而在元順帝至正年間在任的陳信惠是有文獻記載的首位漢人巡檢。

### 明代

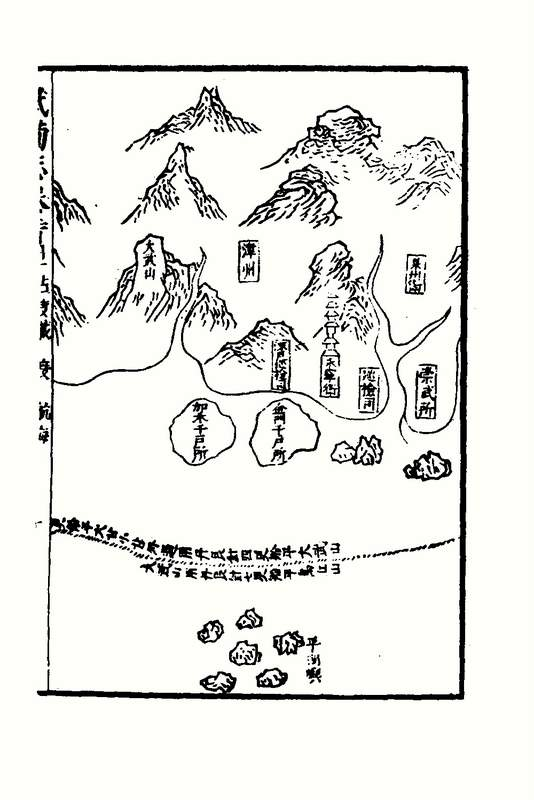
郑和航海图中的平湖屿

1370年（洪武三年），明政府“罢太仓黄渡市舶司”；1374年（洪武七年），明政府再下令撤销自唐以来即存在的、负责海外贸易的福建泉州、浙江明州、广东广州三市舶司；1381年（洪武十四年），朱元璋以倭寇仍不稍敛足迹，又下令禁濒海民私通海外诸国”，此后每隔一两年即将该海禁政策再次昭示天下。1384年（洪武十七年），澎湖寨巡檢司亦廢。
15世纪宣德年间郑和下西洋时留下的郑和航海图中的平湖屿就是澎湖群島。
16世紀時葡萄牙人來到東方，發現澎湖海域魚產豐富，島上住著許多漁民，因此稱呼澎湖為“漁翁島”（葡萄牙語：Ilhas Pescadores）。
1563年，考量沿海安全因素，復置澎湖寨巡檢司。
1567年（隆慶元年），史稱隆慶開關。
1604年（萬曆三十二年），荷蘭東印度公司司令官韋麻郎（Wijbrant Van Waerwijck）率兩艘船抵達澎湖，並派員往福建請求貿易。福建當局立即嚴禁人民出海接濟，並派都司沈有容率兵船五十艘前往澎湖，要求荷蘭人撤退。韋麻郎見求通商無望，又缺乏補給，於是在當年底離開澎湖。明朝政府於島上立有沈有容諭退紅毛番碑。
1622年（天啓二年），由於與葡萄牙人爭奪澳門的軍事攻擊行動失敗，荷蘭東印度公司的武裝艦隊（包括七艘軍艦、戰士九百人）最後占領了澎湖並且在馬公風櫃尾蛇頭山頂設立了基地，荷蘭東印度公司的武裝軍隊強迫當地的居民建設碉堡，並使得奴役工作的1500個工人的一單位制其中1300人死亡。又封鎖了漳州出海口，明朝海軍無法出動。
1623年（天啓三年）11月，福建巡撫南居益故意邀請荷蘭人前往廈門談判，在宴會上囚禁荷蘭代表團，並乘機襲擊燒毀了入侵明朝沿海的荷蘭戰艦。
天啟四年（1624年）2月，南居益親自乘船到金門，下令明軍（兵船四、五十隻，兵力五千人）渡海出擊收復澎湖。福建總兵俞咨皋、守備王夢熊，率領兵船至澎湖，登陸白沙島，與荷軍接戰。但荷蘭軍隊依仗堅固的工事與戰艦頑抗，澎湖久攻不下。『澎湖廳志』記載道：紅木埕城要塞「砲樓堅緻如鐵，巡撫南宮益，遣兵攻之，賊首高文律拒守不下，官軍以藥轟之，樓傾下海。」
天啟四年（1624年）7月，南居益又派出火銃部隊支援，明軍發動總攻，一直打到風櫃仔的紅毛城下，然後雙方又形成僵持的局面。
天啟四年（1624年）8月，明軍再次兵分三路，直逼夷城，荷蘭人勢窮力孤，不得不撤離占領了兩年的澎湖。明朝政府警告駐紮的荷蘭艦隊澎湖為其領土，並建議他們移往並非明朝領土的台灣設立基地。
天啟四年（1624年）9月，福建巡撫南居益、總兵俞咨皁統率三軍與荷軍苦戰七個月，終於收復澎湖，荷軍十二人被俘。此役交戰七月，明軍耗軍費達十七萬七千餘兩，荷蘭殘兵往臺灣南部建立熱蘭遮城，開啟了台灣史上近四十年的荷蘭統治時期。
然而此戰之後，明朝雖再次取得澎湖，卻未復設澎湖巡檢司之職。

### 明鄭
1661年郑成功自鹿耳門登陸臺灣之後，在澎湖设置安抚司。

### 清代
1682年，康熙帝排除朝廷中反对意见，决定攻台，命福建总督姚启圣“统辖福建全省兵马，同提督施琅，进取澎湖、臺湾”，授萬正色為步兵提督領軍12萬進駐福建，接應水師提督大將軍施琅，俱受姚啟聖節制。
1683年六月，施琅指揮清軍水師先行在澎湖海戰對明鄭水師獲得大勝。

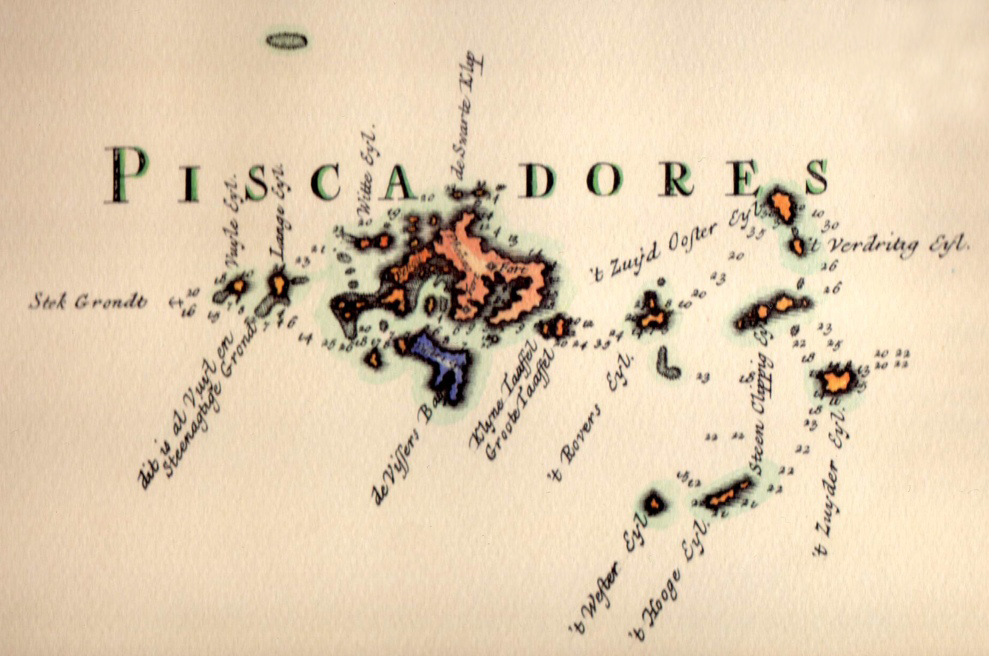
18世紀荷蘭人繪製的澎湖群島地圖

1727年（雍正5年），雍正應閩浙總督高其倬之請，原附屬於台灣縣之澎湖設立澎湖廳，隸屬福建省台灣府管轄。
1885年3月14日，法國政府停止增援雞籠戰事，並命孤拔攻佔澎湖。3月29日，孤拔率領遠東艦隊8艘戰艦進攻媽宮城（今澎湖縣馬公市），清軍將領梁景夫死守四角仔要塞，與以砲轟還擊，但法軍火力強大，至3月31日時幾乎夷平整座要塞，鎮守清軍死傷慘重、完全瓦解，法軍得以順利佔領澎湖。
1885年4月3日，孤拔將雞籠法軍撤至澎湖，準備調往越南增援。4月14日雙方開始談和，令孤拔解除對台封鎖。4月15日，法軍正式解除封鎖。但於和約訂下為止都仍占領澎湖。
1885年5月至6月間，澎湖發生瘟疫，法軍病死若干，甚至司令孤拔也罹患赤痢，並快速惡化成貧血。
1885年6月9日，在英國的調停下，李鴻章和法國公使巴德諾（Patenotre）在天津簽訂了《中法天津條約》。6月11日，孤拔病歿於澎湖馬公。
1885年6月13日，法國遠東艦隊接獲和談通知，6月16日由李士卑斯代理艦隊司令一職，前往雞籠交換俘虜，並於6月21日撤離雞籠，8月4日完全撤離澎湖。
1885年（光緒十一年），台灣建省，澎湖改隸於福建臺灣省。

### 日本
1895年3月，在日清戰爭和談期間，日軍發動澎湖之役，於1895年3月23日派軍登陸澎湖本島，3月25日攻下澎湖。並設置「澎湖列島行政廳」。澎湖遂成為日本在台灣最早統治的地區。
1895年4月，依據《馬關條約》第二條之三「澎湖群島，即英國格林尼次東經百十九度起至百二十度止、北緯二十三度起至二十四度之間諸島嶼」，確定澎湖列島與台灣共同割讓給日本。设澎湖岛厅，1897年改称澎湖厅。
1900年4月，澎湖島開始建造名為大山堡壘的要塞。1901年3月，第一期的要塞工事完工。
1902年5月，日軍在澎湖島設置要塞司令部。
1913年，島上的電氣會社開始供應電力。
1920年，整備郵遞制度，政策促進日本企業的投資。
1926年，澎湖水産會成立。
1927年，馬公巴士公司整備中。
1928年（昭和3年）11月8日，澎湖神社啟用，二次大戰後被拆毀，改為忠烈祠。

### 中華民國
1945年，二次大戰終戰，中華民國國民政府接管臺灣與澎湖，開啟臺灣戰後時期，就原辖地區設立了澎湖縣，隸臺灣省管轄。
1991年2月，中華民國交通部觀光局設立「澎湖風景特定區籌備處」。1995年7月，正式成立「澎湖國家風景區」，目標和宗旨為建設澎湖成為「國際級海上觀光休閒渡假中心」。

## 地理

### 位置範圍
澎湖群島南海的虎井嶼與花嶼之間海域有北回歸線通過，精確位置由北緯23°12至23°47，由東經119°19至119°43間。

### 島嶼構成
澎湖群島由90個大小島嶼所組成，以下列出主要有人居住的島嶼：
- 澎湖本島（大山嶼）（馬公市、湖西鄉）
- 白沙島（白沙鄉）
- 漁翁島（西嶼）（西嶼鄉）
- 望安島（八罩島）（望安鄉）
- 七美嶼（大嶼）（七美鄉）
- 吉貝嶼（白沙鄉）
- 鳥嶼（白沙鄉）
- 中屯嶼（白沙鄉）
- 大倉嶼（白沙鄉）
- 員貝嶼（白沙鄉）
- 目斗嶼（白沙鄉）
- 小門嶼（西嶼鄉）
- 虎井嶼（馬公市）
- 桶盤嶼（馬公市）
- 花嶼（望安鄉）
- 將軍澳嶼（望安鄉）
- 東吉嶼（望安鄉）
- 西吉嶼（望安鄉）
- 東嶼坪嶼（望安鄉）
- 西嶼坪嶼（望安鄉）

### 地質地貌
群島地表平坦，缺少地形的高低變化。90個大小不等的島嶼裡面，除了最西邊的花嶼是由安山岩組成之外，其他都是由玄武岩組成。群島的熔岩是於約1740萬年前至800萬年前，由許多小的裂隙孔洞噴出。各島嶼的地貌和夾層沉積岩皆十分平緩。所以澎湖的平坦面是真正的熔岩流台地面，而不是差異侵蝕造成的侵蝕面。
面向太平洋的亞洲大陸邊緣地帶在大地構造上是一連串的斷層盆地，斷層盆地是因為地殼受到張力拉開造成的，會形成一系列的地塹和地壘，而澎湖正好位於南海盆地的北端，因此也有類似的地形構造。

### 植物與氣候
植物只有矮草和灌木，跟台灣本島的樹木蒼鬱有很大的差別，主因是氣候的關係。台灣年雨量約兩千五百公厘，但澎湖只有約一千公厘左右，降雨季也分布不均，強勁的東北季風是最主要的氣候特徵，當通過台灣與大陸之間的管狀地形風力便會加速，讓澎湖籠罩在冷冽的季風下，每年約有三分之一時間處於大風下，尤其是十月到三月之間，平均風速約每秒八公尺；最大風速每秒可達每秒二十公尺以上。季風不止影響農林植物的生長，也對土壤有很大的影響。因此，本地的樹木高不過附近的建築物，是因為風切壓住它的高度。另因島嶼位於海上，土壤鹽份偏高，不利於植物的生長。

### 潮汐
海水每天都有兩次規律性的漲退潮稱為潮汐，外海潮差約一公尺；但內海因受地形影響，潮差可達三公尺左右，因時因地潮差也不一樣。潮汐侵蝕地形能力並不大，可是卻可以日積月累搬運漂砂。因此潮汐對於海埔新生地、沙洲、海灘跟沙嘴等海岸地形有很大的影響力。

## 行政區劃

澎湖縣行政區劃

澎湖群島行政區劃起始於清治時期，現今主要根據中華民國《地方制度法》
設澎湖縣，劃分為1個市（即馬公市）、5個鄉（湖西鄉、白沙鄉、西嶼鄉、望安鄉、七美鄉）。

### 鄉／縣轄市
| 鄉鎮市名 | 面積 （km²） | 下轄村 數 | 下轄鄰數 | 人口數  | 人口 消長 | 人口密度 （人/km²） | 郵遞區號 |
| -------- | ------------ | --------- | -------- | ------- | --------- | ------------------- | -------- |
| 馬公市   | 33.9918      | 33        | 623      | 63,777  | -25       | 1,876               | 880      |
| 湖西鄉   | 33.3008      | 22        | 240      | 15,920  | +10       | 478                 | 885      |
| 白沙鄉   | 20.0875      | 15        | 179      | 10,098  | +20       | 503                 | 884      |
| 西嶼鄉   | 18.7148      | 11        | 167      | 8,285   | -3        | 443                 | 881      |
| 望安鄉   | 13.7824      | 9         | 128      | 5,426   | +2        | 394                 | 882      |
| 七美鄉   | 6.9868       | 6         | 61       | 3,895   | 0         | 557                 | 883      |
| 澎湖縣   | 126.8641     | 96        | 1,398    | 107,401 | +4        | 847                 |          |

## 宗教
由於澎湖為海島組成，居民多從事漁業生活，面對著變化無常的海域及澎湖自然環境影響，發展出具有澎湖特殊性的民間宗教。

### 統計分析
下表是根據民政局2007年澎湖寺廟教堂數統計

| 宗教           | 佛教 | 道教 | 天主教 | 基督新教 | 一貫道 | 合計 |
| -------------- | ---- | ---- | ------ | -------- | ------ | ---- |
| 寺廟教堂數(座) | 38   | 140  | 5      | 13       | 2      | 198  |

縣政府統計馬公市面積為33.99平方公里、共計34個里、人口54951人、有65座廟宇，平均每公里約有2座寺廟、平均每平方公里約有27座。跟台北市相比，台北市面積271.8平方公里、有208座廟，平均每平方公里約有1座廟。由此可看出澎湖的廟宇密度是臺北市廟宇密度的20幾倍，更可說澎湖廟宇密度是全臺之冠。
下表是澎湖民間信仰主神統計，由於民間信仰主神種類繁多，故以廟數前十名作為代表。

| 神明 名稱 | 王爺 | 觀音菩薩 | 文衡聖帝 | 福德正神 | 關聖帝君 | 玄天上帝 | 保生大帝 | 天上聖母 | 中壇元帥 | 合計 |
| --------- | ---- | -------- | -------- | -------- | -------- | -------- | -------- | -------- | -------- | ---- |
| 小計      | 32   | 13       | 11       | 10       | 6        | 6        | 6        | 7        | 4        | 95   |

澎湖將近200間寺廟，其中奉祀王爺神共32座，其次是觀音菩薩、文衡聖帝（關聖帝君的儒家稱謂）等；福德正神（土地公）、玄天上帝、保生大帝、天上聖母（媽祖）、中壇元帥各具信眾。若與其它主神相比下，王爺廟數約為其它主神的2到3倍之多，比海神媽祖的廟宇多10幾倍，從中可知澎湖王爺神是本地的重要信仰之一。主神為王爺的廟宇每年都會有「請王」、「送王」的祭典，不僅是代臺灣具有特色的王船祭，也成為澎湖獨特民間宗教特色之一。

### 建築特色
澎湖寺廟不但是村民信仰中心，更具有社會、經濟和文化的功能。因此澎湖居民對寺廟的建築相當重視，甚至不惜巨額興建，要求美侖美奐，以代表對神明的尊敬。
- 建築材料：寺廟建築材料大致上可分為二種，一種是木料，用來作建築的主體，但由於澎湖本身並無森林，所以木材主要是進口而來。第二種是石材，主要是以花崗石為主，目的是防止石雕風化、侵蝕，也有部分寺廟用於牆身，對抗強烈的澎湖季風。另有當地石材－硓石（澎湖的珊瑚礁所形成的石材，一說應為硓石[26]）。
- 空間隔局：澎湖寺廟是以合院建築為主，廟宇屋脊背較大，是以防風來考量。
- 泥塑：泥塑是將三合土摻入棉花，再塑出各種形象的藝術，也會加入貝殼，再嵌上瓷片稱之為剪花或剪黏。
- 花窗：寺廟正面花窗，一般寺廟多用花鳥或螭虎圖案等吉祥圖案為主，不過澎湖常以洗石子技法為之，或加色灰泥塑而成，有地域的特色。
- 彩繪：澎湖寺廟深受陰陽五行的影響，特別重視彩繪。不少寺廟樑柱和柱子都有使用「擂金畫」。「擂金畫」主要是將金箔磨成粉末狀，趁底漆未乾時用筆沾金箔粉敷上之畫法，主要用在木雕上，顏色豐富。
- 柱子：功能是用來支撐整座廟，有圓柱、方柱、六角柱和八角柱，大多都有雕龍在柱身，身體盤繞柱子一圈，並用爪子捉珠，有的柱身更有豊富的蝦兵蟹將、和封神榜或八仙神話人物配置。

## 自然保育與經營管理
澎湖群島中設有澎湖南方四島國家公園及澎湖玄武岩自然保留區；另外還設有貓嶼海鳥保護區與望安島綠蠵龜產卵棲地保護區等兩個野生動物保護區。另外，交通部也設置澎湖國家風景區，範圍涵蓋澎湖群島陸地和向海洋延伸20公尺等深線的海域。最北的島嶼為大磽嶼，最南為七美嶼，極東為查母嶼，最西為花嶼。

## 景點
寂寞星球出版社推薦2011年全球十大最佳世外桃源島嶼時將澎湖群島列名其中。

### 自然景觀
| - 玄武岩 - 蒔裡海水浴場（蒔裡沙灘） - 太武山 - 龍門鼓浪 - 青螺沙嘴濕地 - 虎頭山 - 菓葉日出 - 山水沙灘 - 風櫃洞 - 通樑古榕 - 桶盤玄武岩石柱 | - 西嶼牛心山 - 天台山 - 蛇頭山 - 七美望夫石 - 奎壁山遊憩區 - 小門鯨魚洞 - 牛母坪 - 小臺灣 |

### 古蹟廟宇
| - 澎湖天后宮 - 萬軍井 - 媽宮古城 - 篤行十村 - 順承門 - 施公祠 - 中央街 - 澎湖觀音亭 - 二崁陳宅 - 中社古厝 - 七美人塚 - 西嶼西臺 - 西嶼東臺 - 龍門裡正角日軍登陸紀念碑 | - 馬公金龜頭砲臺 - 四眼井 - 文澳城隍廟 - 媽宮城隍廟 - 西嶼塔公、塔婆 - 鎖港南北石塔 - 第一賓館 - 風櫃尾荷蘭城堡 - 湖西拱北砲臺 - 漁翁島燈塔 - 文石書院（後改建為孔廟） |

### 公園
| - 隆貴公園 - 山水星空公園 - 觀音亭濱海公園 - 青灣仙人掌公園 - 桶盤地質公園 - 東衛石雕公園 - 林投公園 | - 奎壁山地質公園 - 中屯綠能源公園 - 岐頭親水公園 - 赤崁親水公園 - 望安花宅公園 - 火燒坪公園 |

### 公共設施
| - 澎湖開拓館 - 澎湖跨海大橋 - 七美九孔展覽館 - 生活博物館 - 澎湖水族館 - 濱海公路 - 小門地質館 - 竹灣螃蟹博物館 | - 澎湖酒廠 - 澎湖遊客中心 - 菊苑 - 西嶼燈塔 - 七美嶼燈塔 - 望安綠蠵龜觀光保育中心 |

### 地景景觀
- 澎湖石滬
- 澎湖菜宅

### 海灘
| - 山水沙灘 - 蒔裡海水浴場 - 青灣情人海沙灘 - 風櫃無名港沙灘 - 隘門沙灘 - 林投沙灘 - 尖山海灘 - 烏泥沙灘 - 裡正角沙灘 - 龍門後灣沙灘 | - 菓葉沙灘 - 奎壁山遊憩區 - 青螺海灘 - 城前沙灘 - 講美沙灘 - 鎮海沙灘 - 吉貝沙尾 - 後寮沙灘 - 后螺海灘 - 橫礁沙灘 | - 後灣沙灘 - 網垵海灘(大池角海灘) - 池西沙灘 - 赤馬沙灘 - 內垵遊憩區 - 戶頭角沙灘 - 網垵口沙灘 - 大瀨仔沙灘 - 長瀨仔沙灘 - 西安水庫沙灘 - 天台山沙灘 |

## 特產
| - 稜角絲瓜 - 嘉寶瓜 - 仙人掌 - 天人菊 - 馬鞍藤 - 風茹草 - 冰花 | - 海鱺 - 玳瑁石斑 - 丁香魚 - 鞍帶石斑 - 𩵚魠魚 - 長莖葡萄蕨藻(海葡萄) - 澎湖章魚 | 甜點類 - 黑糖糕 - 冬瓜糕 - 冰心糕 - 海苔酥 - 花生酥 - 仙人掌冰 海產類 - 小管 - 金瓜米粉 - 蛤蜊炒絲瓜 - 海菜魚丸湯 |

## 交通

### 澎湖群島<-->台灣
澎湖群島與台灣島由於被台灣海峽所相隔，因此往來台灣都必須依賴航空、海運，其中以航空運輸最為頻繁。航空運輸一天最多可達到108班次（以來回算）；海上運輸一天最多可達到25班次（以來回算）。

#### 航空交通
台灣本島往澎湖群島的航空站有台北松山機場、台中清泉崗機場、台南機場、嘉義機場、高雄國際機場、金門機場；而澎湖群島往其他地方的航空站有澎湖機場、七美機場、望安機場。有航行台灣往來澎湖群島航線的航空公司有立榮、華信、德安。
下表總和了目前航空的情形。
| 航線       | 航空公司   | 航行時間   |
| ---------- | ---------- | ---------- |
| 澎湖至台北 | 立榮、華信 | 45至60分鐘 |
| 澎湖至高雄 | 立榮、華信 | 40至45分鐘 |
| 澎湖至台中 | 立榮、華信 | 40至45分鐘 |
| 澎湖至嘉義 | 立榮       | 30分鐘     |
| 澎湖至台南 | 立榮       | 30至35分鐘 |
| 七美至高雄 | 德安       | 40分鐘     |
| 望安至高雄 | 德安       | 45分鐘     |
| 澎湖至金門 | 立榮       | 45分鐘     |

#### 海運交通
澎湖群島往來台灣的航線有馬公至高雄、七美至高雄、馬公至嘉義（布袋）、馬公至台南（安平），其中除了馬公至高雄以外為季節性航班（冬季停開）。

### 澎湖本島<-->澎湖離島
前往澎湖離島主要分為：

- 東海離島（員貝嶼、鳥嶼、澎澎灘）
- 南海離島（桶盤嶼、虎井嶼、望安島、七美嶼、將軍澳嶼、花嶼、東嶼坪嶼、西嶼坪嶼、東吉嶼）
- 北海離島（吉貝嶼、目斗嶼、姑婆嶼、險礁嶼、鐵砧嶼）
- 內海離島（大倉嶼）

 除了澎湖本島至七美嶼有德安航空往返外，其他島嶼都必須依賴船隻才能自澎湖本島往返，而去東海離島一般前往岐頭港口搭船；去南海離島一般前往南海遊客中心搭船；去北海離島一般前往赤崁遊客中心搭船或後寮遊客中心搭船；去內海離島一般前往重光港口搭船。前往搭船處有定期的交通船或不定期的民間快艇可搭乘前往。

## 外部連結
- 讀花枝-澎湖旅遊風格誌 （页面存档备份，存于）
- 澎湖縣政府（页面存档备份，存于）
- 澎湖國家風景區官方網站 （页面存档备份，存于）
- 澎湖國家風景區-澎湖遊客中心 交通部觀光局（页面存档备份，存于）